# 梅江镇 (宁都县)
梅江镇，是中华人民共和国江西省赣州市宁都县下辖的一个乡镇级行政单位。

## 行政区划
梅江镇下辖以下地区：
中山南路社区、中山北路社区、城南社区、城北社区、江东社区、金盆社区、胜利西路社区、博生西路社区、罗家村、七里村、志坑村、下廖村、背村、迳口村、吴家村、罗江村、黄贯村、碧岸村、刘坑村、土围村、高坑村、西厢村、北门村、河东村、湖田村、老溪村、庵边村、水东村、长木村、赖坑村、新庄村、小湖村和雪竹村。